# Ангиляк
Ангиляк — пещера в Узбекистане.
Находится в Кашкадарьинской области на южном подножье Зеравфшанского хребта (севернее Гиссарского хребта).
В 2003 году в пещере Ангиляк (Anghilak cave), расположенной северо-западнее Тешик-Таша, были обнаружены мустьерские орудия и пятая плюсневая кость человека (AH-1), размеры которой находятся в размахе вариаций от неандертальца до анатомически современного человека. Возраст слоя IV с палеоантропологической находкой, по данным радиоуглеродного анализа, составляет 38—44 тыс. лет.